# Douglas DC-4E
Il Douglas DC-4E (la sigla E indica Experimental) era un velivolo commerciale sviluppato dall'azienda statunitense Douglas Aircraft Company alla fine degli anni trenta, prodotto in un solo esemplare e rimasto allo stadio sperimentale.

## Storia

### Sviluppo
Il progetto nacque dalla richiesta fatta alla Douglas dalla United Airlines: il vettore di Chicago era alla ricerca di un aereo, più ampio e raffinato, con il quale sostituire il DC-3 (...quando questo non aveva ancora volato!).
La Douglas, dopo aver contattato le altre principali aviolinee nazionali, raccolse nei confronti del progetto l'interesse di American Airlines, Eastern Air Lines, Pan American Airways e Trans World Airlines. L'investimento iniziale, per il costruttore e per ciascuno dei vettori partecipanti, venne stabilito in 100 000 $. Con il passare del tempo, e la successiva crescita dei costi, la Pan-Am e la TWA si ritirarono dal gruppo destinando i propri fondi verso lo sviluppo del Boeing 307, considerato investimento economicamente meno impegnativo.
Il progetto prevedeva che il DC-4 (come inizialmente venne indicato il velivolo) avesse una capacità di 42 passeggeri (disposti su tre file, di cui le due esterne da 13 ciascuna), ridotta a 30 nella configurazione per trasporti notturni (utilizzando il sistema DST - Douglas Sleeper Transport già sperimentato sui DC-3). In base a questi numeri, il nuovo velivolo avrebbe così potuto trasportare il doppio dei passeggeri rispetto al DC-3.
Dal punto di vista tecnico, il DC-4 era un monoplano dalla struttura interamente metallica, ad ala bassa, dotato di fusoliera dall'ampia sezione circolare; sarebbe stato il primo velivolo di grandi dimensioni ad adottare un carrello di tipo triciclo anteriore ed era caratterizzato da impennaggi che abbinavano ai piani di coda tre stabilizzatori verticali. L'ala era di pianta simile a quella del DC-3, con il bordo d'entrata rastremato verso l'estremità ed il bordo d'uscita quasi rettilineo.
I motori erano quattro Pratt & Whitney R-2180-A Twin Hornet da 1 450 hp: si trattava di radiali a 14 cilindri (a doppia stella), molto simili ai Twin Wasp il cui sviluppo non ebbe seguito produttivo. Le gondole motore erano insolitamente sporgenti rispetto al bordo alare, particolarmente quelle esterne.
Altre innovazioni previste includevano la presenza di unità elettriche ausiliarie, comandi di volo assistiti elettricamente, impianto elettrico a corrente alternata ed impianto di aria condizionata. Era previsto che i velivoli di serie fossero dotati di cabina pressurizzata.

### Impiego operativo

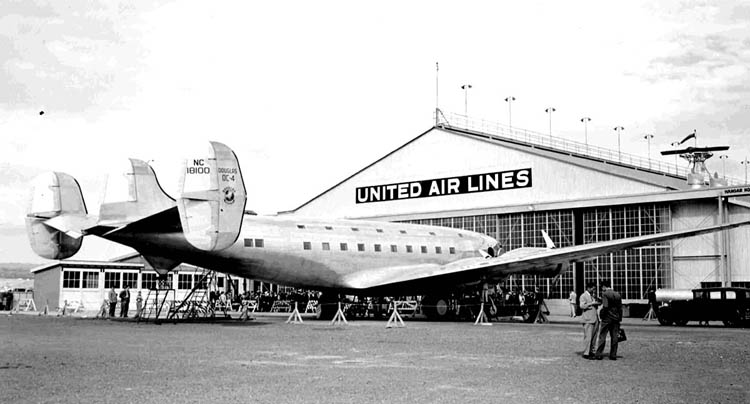
Il mastodontico DC-4E, fuori dall'hangar della United Airlines.

Il prototipo (matricola NX18100) volò per la prima volta il 7 giugno 1938 dall'aeroporto di Santa Monica, ma il certificato di approvazione venne rilasciato solamente nel maggio dell'anno successivo. Il velivolo venne messo in servizio dalla United Airlines ed impiegato per valutazioni nel medesimo anno senza far registrare problemi.
Le prestazioni del velivolo si rivelarono tuttavia al di sotto delle aspettative e, nonostante l'incremento dei passeggeri a 52 unità, la complessità dei sistemi faceva del DC-4 una macchina dai costi di gestione elevati.
Venne quindi presa la decisione di abbandonare il progetto in favore di un nuovo quadrimotore, dalle dimensioni ridotte e dalle caratteristiche più semplici: la denominazione DC-4 venne quindi passata al nuovo velivolo, dopo aver assegnato al precedente (come detto) l'attributo di Experimental.
Il singolo esemplare costruito venne quindi venduto alla Imperial Japanese Airways (大日本航空) ed in seguito, valutato dalle autorità militari con la denominazione di LXD1 (Trasporto Sperimentale Navale Tipo D), divenne la base per il progetto del bombardiere Nakajima G5N.

## Sviluppi correlati
Giappone
- Nakajima G5N

## Utilizzatori
Stati Uniti
- United Airlines (Voli a titolo sperimentale)